# Irina Konitschschewa
Irina Konitschschewa (kasachisch Ирина Коничшева; * 6. August 2007) ist eine kasachische Leichtathletin, die sich auf den Siebenkampf spezialisiert hat.

## Sportliche Laufbahn
Erste Erfahrungen bei internationalen Meisterschaften sammelte Irina Konitschschewa im Jahr 2023, als sie bei den U18-Asienmeisterschaften in Taschkent mit 5154 Punkten die Goldmedaille im Siebenkampf gewann. Anschließend belegte sie bei den U20-Asienmeisterschaften in Yecheon mit der kasachischen 4-mal-100-Meter-Staffel in 47,49 s den sechsten Platz. und kam über 200 Meter mit 25,56 s nicht über den Vorlauf hinaus. Im Jahr darauf musste sie ihren Wettkampf bei den Hallenasienmeisterschaften in Teheran vorzeitig beenden. Ende April belegte sie bei den U20-Asienmeisterschaften in Dubai mit 5,99 m den vierten Platz im Weitsprung und gewann im Siebenkampf mit 5438 Punkten die Silbermedaille. Im August gelangte sie bei den U20-Weltmeisterschaften in Lima mit 5058 Punkten auf den zwölften Platz.
2023 wurde Konitschschewa kasachische Meisterin im Siebenkampf.

## Persönliche Bestzeiten
- Weitsprung: 6,13 m, 8. Januar 2024 in Astana
- Siebenkampf: 5438 Punkte, 27. April 2024 in Dubai
  - Fünfkampf (Halle): 3971 Punkte, 8. Januar 2024 in Astana